# (3099) Hergenrother
(3099) Hergenrother (1940 GF) – planetoida z pasa głównego asteroid okrążająca Słońce w ciągu 4,89 lat w średniej odległości 2,88 j.a. Odkryta 3 kwietnia 1940 roku.